# فرودگاه جیاموسی دنگجیاو
فرودگاه جیاموسی دنگجیاو (به انگلیسی: Jiamusi Dongjiao Airport) یک فرودگاه همگانی با کد یاتا JMU است که یک باند فرود بتن دارد و طول باند آن ۲۲۰۰ متر است. این فرودگاه در کشور چین قرار دارد و در ارتفاع ۸۰ متری از سطح دریا واقع شده‌است.

## شرکت‌های هواپیمایی و مقصدهای پروازی
| شرکت‌های هواپیمایی   | مقصدهای پروازی                      |
| ------------------- | ----------------------------------- |
| ایر چاینا           | پکن                                 |
| هواپیمایی شرقی چین  | هانگجو ژیاشان, یانتای چائوشوی       |
| هواپیمایی جنوبی چین | بایون گوآنگجو، شانگهای پودنگ        |
| هاینان ایرلاینز     | پکن، دالیان ژووشویزی، شنژن بن       |
| ایر آئرو            | خاباروفسک ناوی                      |
| ججو ایر             | اینچئون                             |
| اوکی ایرویز         | هاربین تایپینگ                      |
| شانگهای ایرلاینز    | کینگدائو لیوتینگ، شانگهای هونگچیائو |
| تیانجین ایرلاینز    | شنینگ تخین، تیانجین بینهای          |